# エルンスト・ユンガー
エルンスト・ユンガー（Ernst Jünger, 1895年3月29日 - 1998年2月17日）は、ドイツの陸軍軍人、思想家、小説家、文学者、自然科学者である。第一次世界大戦及び第二次世界大戦に従軍。戦闘にかかわる体験記や日記の他、戦争を主題とする随筆や論考を残した。

## 生涯

### 少年時代
ハイデルベルクに生まれ、ハノーファーで少年時代を過ごす。父親は化学者で薬剤師。弟に、のち詩人・エッセイストとなるフリードリヒ・ゲオルク・ユンガー（de:Friedrich Georg Jünger, 1898年 - 1977年）がいる。
世紀末の退屈な学業に飽き足らずギムナジウムを何校も転校する。冒険に憧れ、「ワンダーフォーゲル」に参加し各地を旅行。冒険心はつのり、アフリカの赤道地帯に行こうと考え、家出をして北アフリカのフランス外人部隊に参加するが、事態を知った父親に連れ戻される。

### 第一次世界大戦

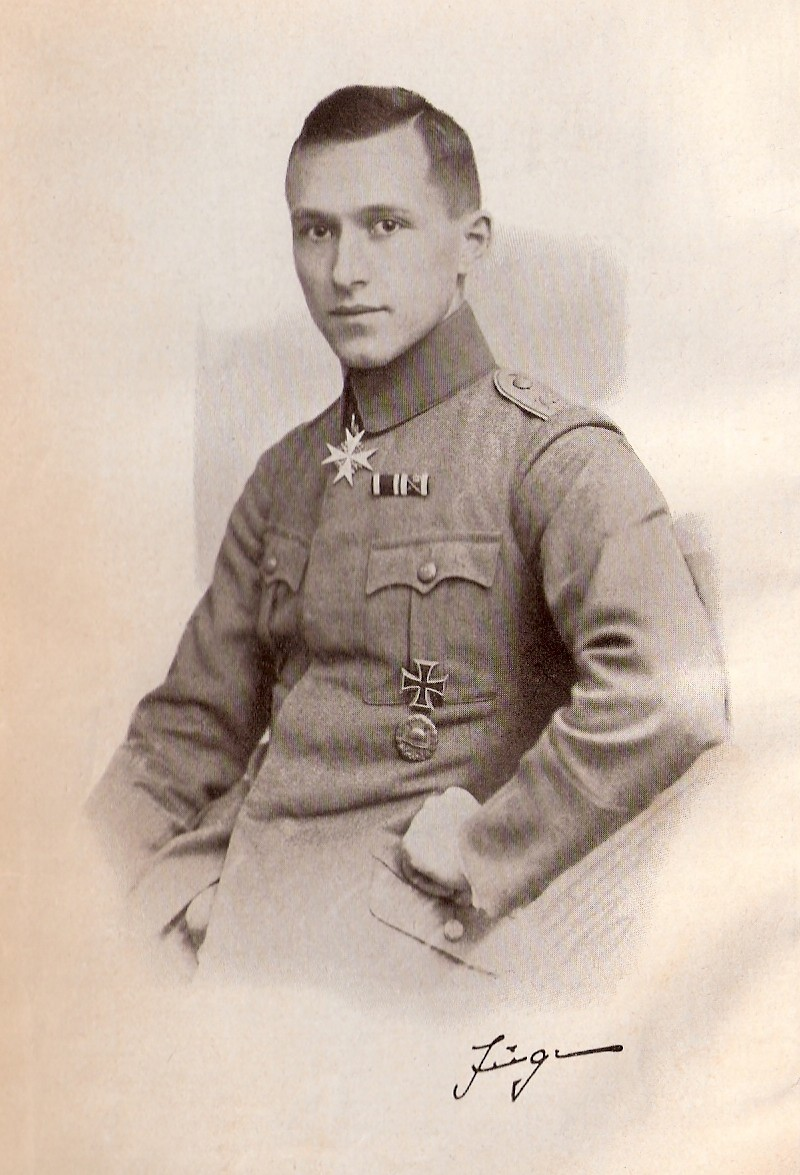
喉元にプール・ル・メリット勲章を着けたユンガー。左肋には一級鉄十字章と戦傷章、その上には二級鉄十字章（向かって左）とホーエンツォレルン家勲章剣付騎士十字章の略綬を着用している。

第一次世界大戦の勃発によりギムナジウムを卒業し、大学入学の手続きを済ませ、ハノーファーの歩兵連隊に志願兵としての出征を願い出る。デーベリッツで士官候補生の訓練を受け歩兵少尉に任官。第一次世界大戦では常に西部戦線の最前線にあり、大戦初期のソンムの戦い、ヴェルダンの戦いから、1918年のルーデンドルフ大攻勢など主要な戦いのすべてに参加し、彼の所属する連隊は「ペルテスのライオン」の威名を西部戦線で馳せた。「浸透戦術」を行なう特別編成の特攻隊 (Stosstrupp) の隊長として14度の負傷、そのうち8度は重傷で、一級鉄十字章やホーエンツォレルン家勲章剣付騎士十字章を受章した。そして、1918年にはプロイセンで最高の軍事功労勲章であるプール・ル・メリット勲章の最年少受章者となる。
戦場での苛烈な戦闘体験は1920年刊行の作品『鋼鉄の嵐の中で』(In Stahlgewittern) や、続く『火と血』(Feuer und Blut)、『内的体験としての戦闘』(Der Kampf als inneres Erlebnis) など、初期の戦争作品群に余すところなく書かれている。ユンガーの戦争体験記は「英雄的リアリズム」と呼ばれ、戦争の凄惨を戦争賛美に結び付けているところに特徴があり、戦争の凄惨さから反戦的傾向になる他の作品とは対極性を見せている。例えばエーリヒ・マリア・レマルクの『西部戦線異状なし』などと比べてみれば違いは顕著である。

### 戦間期・ヴァイマール時代
大戦後のヴァイマール共和国時代、ユンガーは市民生活に溶け込むはずもなく、兵力10万人に制限された国軍に歩兵少尉として残り、カール＝ハインリヒ・フォン・シュテュルプナーゲル大尉の部隊でカップ一揆鎮圧に出動。白兵戦指揮の卓越さから次代のドイツ軍のための新しい歩兵操典の作成に加わる。そのまま軍に残っていたならば、第二次世界大戦期は陸軍少将か中将になっていたと言われるも、政治に対する国軍の無縁な態度とその旧態依然たる反動保守的な性格に嫌気がさして1923年に軍を退官。ミュンヘン大学で生物学者・哲学者のハンス・ドリーシュに師事し、生物学（動物学）及び哲学を学んで、ナポリの動物研究所の研究員となった。こうして職業的に動物学や昆虫学の研究に携わっていた時期だけでなく、昆虫採集や研究の活動はユンガーの終生の趣味、仕事となる。1925年にウィーンで出会ったグレータ・フォン・ヤインゼンと結婚し、二人の子を得た。

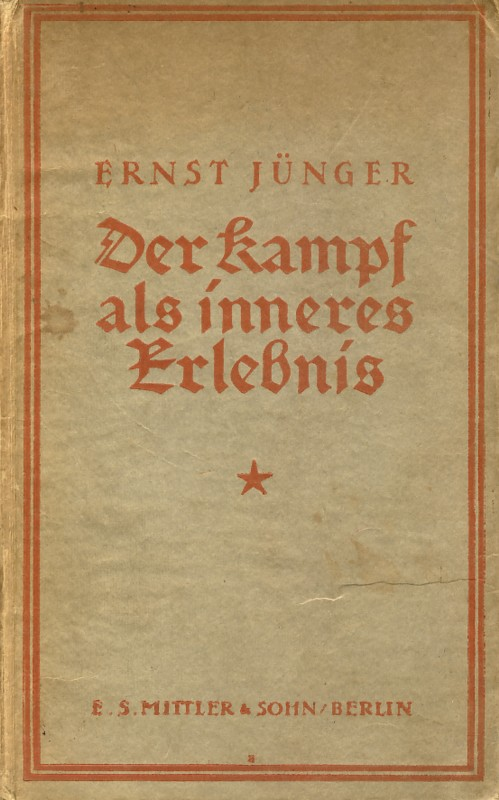
｢内的体験としての戦闘｣初版（1922年）

1926年に大学を離れた彼は文筆活動に専念するようになり、鉄兜団に接近する。この団体には新旧世代の対立があり、ユンガーはゼルテやデュスターベルクやエアハルトらの合法路線を批判して革命戦術を叫ぶ若い世代の声を代弁し、青年将校用の機関紙別冊の「軍旗(Standarte)」や「アルミーニウス(Arminius)」を発行する。
また、「シル義勇団」や「青年民族同志団(Jungnationaler Bund)」や「青年プロイセン同志団」等の民族革命派に関係して少数エリートによる革命的前衛の立場を説いたり、旧前線兵士と青年運動家たちとの統一戦線結成を呼びかけていた。また、1927年秋、知り合った民族ボルシェヴィストのエルンスト・ニーキッシュ (Ernst Niekisch)の雑誌「抵抗(Widerstand)」にも関係している。
ユンガー自身、「コミュニストよりもアナーキストの方が私にとっては共感できるし、犯罪者、それも生まれつきの犯罪者の方が乞食よりも私にとっては共感できる。」と告白しているように、彼は社会からの逸脱者に共鳴する反体制的人間であり、「保守側のアナーキスト」であった。「この世の根源を、豊かなその事物において情熱的に認識し、心情の尺度を生そのものにおいて確かめなければならぬ。」という鬱勃たるファウスト的心情に駆られていた。
義勇軍エアハルト旅団やコンスルなどの機関紙の編集に従事すると共に数多くの論考を載せ、若い世代の保守革命、革命的ナショナリズムの思想的指導者とされ、ヴォルフ・ディーター・ミューラーからは「ドイツ魂の最高司令部」と評された。
第一次世界大戦を「総動員」の戦いとして総括し、『労働者――支配と形態』(Der Arbeiter. Herrschaft und Gestalt, 1932) において全体的世界の展望を示す。時代の衝撃と受け止められたこの書は「民族ボルシェヴィズムのカテキズム」と目され、ナチス体制を予告するものとされ、また、この時期のマルティン・ハイデッガーに決定的な影響を与えた。ユンガーの読者にはナチス幹部も少なくなかったが、ナチ党の出馬願いや第三帝国の文化アカデミーへの参加を頑に拒むなどナチスとは一線を画し、『大理石の断崖の上で』(Auf den Marmorklippen) に見られるようにあくまで反ナチあるいは非ナチに徹した。

### ナチス時代と第二次世界大戦
ベルリンを1933年に去り、ハノーファー近くのキルヒホルストに居を構えるが、ナショナル・ボルシェヴィストのエルンスト・ニーキッシュとの関係からゲシュタポによる家宅捜索を受ける。ゲシュタポ長官のハインリヒ・ヒムラーはユンガーを逮捕しようとしたが、第一次世界大戦でのユンガーの戦争体験を評価したアドルフ・ヒトラーが制止した。しかし、1938年以降、彼は執筆活動を禁止され、その直前に書かれた『大理石の断崖の上で』では、象徴的な手法でヒトラーによるファシズムの時代の状況を描き出していると評されている。友人たちからは国外に亡命するよう勧められたが、ユンガーはドイツに留まった。
第二次世界大戦には予備大尉（Hauptmann z.V.）として召集され、第96歩兵師団（96. Infanterie-Division）麾下の第287歩兵連隊（Infanterie-Regiment 287）第2大隊長に就任し1940年の西方戦役に参加している。1941年からは、友人であるハンス・シュパイデル大佐の配慮でフランス語能力を買われパリのドイツ軍司令部で私信検閲の任につき、パリ在住のフランスの知識人、作家、思想家たちと深く交流し、パリは彼の「第二の故郷」となる。戦争後期は自費出版として『平和』(Der Friede, 1943) を著し、エルヴィン・ロンメル元帥やフォン・シュテュルプナーゲル将軍をはじめ西部戦線の反ナチ派のドイツ陸軍士官に広範な影響を及ぼす。1944年7月20日のヒトラー暗殺計画（7月20日事件）と将校反乱に関係があったとされ、軍法会議の後、執行猶予大隊に配属させられた。後に住んでいたキルヒホルストに戻り、1945年には地元の国民突撃隊の指揮をとっており、迫る連合軍に対する抵抗を止めるよう指示していた。1939年から1949年までの彼の『庭と道』『パリ日記』『コーカサス日誌』『葡萄畑の小屋』などの日記は『射光』(Strahlungen) という表題で刊行されている。1950年代から1960年代に彼は頻繁に旅行し、非公式ながら日本にも来ており、独和辞典の編者として知られるロベルト・シンチンゲルがユンガーの案内をしている。ユンガーの最初の妻グレタは1960年に亡くなり、1962年にリゼロッテ・ローアーと再婚している。
また、1944年11月29日、ユンガーの息子のエルンスト（愛称、エルンステル Ernstel）がイタリア戦線のカララ山中で戦死している。

### 戦後

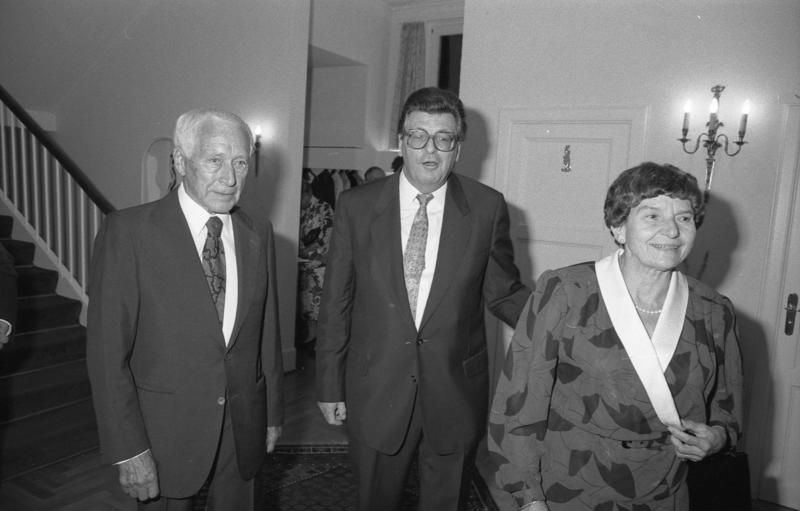
リゼロッテ夫人（右）やドイツ連邦議会の政治家と（1986年）

ユンガーは生涯を通しておそらく冒険的精神および好奇心からいくつかの薬物を試しており、それらにはエーテル、コカイン、ハシシ（大麻樹脂）、そして後に幻覚剤のメスカリンとLSDがある。これらの薬物体験は著作にも影響を及ぼしており、特に Annäherungen: Drogen und Rausch (1970) にはこれらの体験についての記述が包括的に含まれている。また、小説 Besuch auf Godenholm (1952) は明白に彼のメスカリンとLSDによる初期の体験に影響を受けて書かれたものである。彼とドラッグとの関係は単なる使用体験と著作への影響に留まらず、LSDの発明者でスイス人の化学者、アルベルト・ホフマン博士との親密な交流にも発展し、直接何度か会った際には共にLSDを摂取することもあったと言う。この二人の付き合いについては、ホフマンの著書 LSD, My Problem Child (1980) に詳しい。ユンガーもホフマンも102歳と齢を同じくして、それぞれ1998年と2008年にこの世を去った。

### 晩年
1995年3月29日の100回目の誕生日にはヘルムート・コール、フランソワ・ミッテランを含む著名人や彼の愛読者が集った。晩年はハイデッガーとも親しい交友を持っていた。また、死の前年には福音派からカトリックへ改宗をしている。1998年2月17日、バーデン＝ヴュルテンベルク州のリートリンゲンで一世紀を跨いだ長い生涯に終わりを告げた（満102歳）。

## 魔術的リアリズムの文学
ユンガーの文学と思想は、ニヒリズム以降のドイツ・ロマン派の後継とされることが多く、幻想と現実を同時に見る「幻想的リアリズム」あるいは「魔術的リアリズム」といわれる（V・カッツマン）。と同時に、その形態（Gestalt）の観点はゲーテに依るともいわれ、その意味ではユンガーをニヒリズム以降の古典主義と評する立場もある。彼の文学は、世紀末デカダンスの美意識を継承し、フランスのシュルレアリスムに対応するドイツの唯一の表現（K・H・ボーラー）と評されており、フランツ・カフカ、ロベルト・ムージル、ベルトルト・ブレヒト、ヘルマン・ブロッホらと共に20世紀ドイツ文学を代表する巨匠の一人とされる。現代のドイツ文学を俯瞰する時、「ユンガー以前」「ユンガー以後」という視点もある。また、ユンガーは、ドイツ文学においては、フーゴ・フォン・ホーフマンスタールと並ぶ屈指の文体家とされる。
該博な知識によるエッセイや世界各地への旅行記、そして時代の振動を一分の狂いもなく記し「時代の地震計」とまでいわれた膨大な日記作品はユンガーの真骨頂ともされ、ジュリアン・グラックやホルヘ・ルイス・ボルヘス、アンドレ・ピエール・ド・マンディアルグからエミール・シオランまで、ユンガーを高く評価する声は多い。
また、彼の思想は、フリードリヒ・ニーチェ以後のドイツ思想の屹立する高峰とされ、ユンガーは「ニーチェのもっとも過激な門人」（カール・レーヴィット）と評され、初期の「英雄的ニヒリズム」と呼ばれた思想は実存主義的とされ、後期の狷介孤高の隠者的思想はポスト・モダニズムに通じるとされる。
政治思想は前期はファシズム的であり、戦後、ユンガーとハイデッガーはそれぞれの還暦記念論集においてニヒリズム論を交換しているが、彼らにとってナチス体験とはニヒリズムの生きた体験でもあった。後期の思想はアナキズムに近接するところがあるとされる。

## 思想

### 戦闘の美学
ユンガーの戦争体験は二段階に分かれる。ユンガーにおける戦争体験の見所の一つは、大戦勃発当初彼が戦争に対して寄せていたロマンティシズムが、砲火の洗礼をうけてその情緒的な仮面を剥ぎ取られ、ニヒリスティックで即物的な心情に変貌してゆき、ノヴァーリスがニーチェに変身してゆく過程にある。ザロモンの指摘しているようにランゲマルクの戦闘で釣瓶打ちの砲火を前にして美しい死に方をしたのはフィヒテであり、ドイツ観念論哲学であった。
ユンガーの心中におけるこの変貌の過程は、ヴォルテールに感動した19世紀の感傷の世界、ブルジョアのシンボルとされた19世紀の教養の世界、19世紀の文化の世界から、20世紀の原初的なむき出しの生、現存在としての生の世界、20世紀の文明の世界への移行過程に対応するものである。
「文化」から「文明」へという形でオズヴァルト・シュペングラーが描いた文化圏の変遷過程は、同時に当時における多くの青年世代の心情を代弁する文化圏像でもあった。

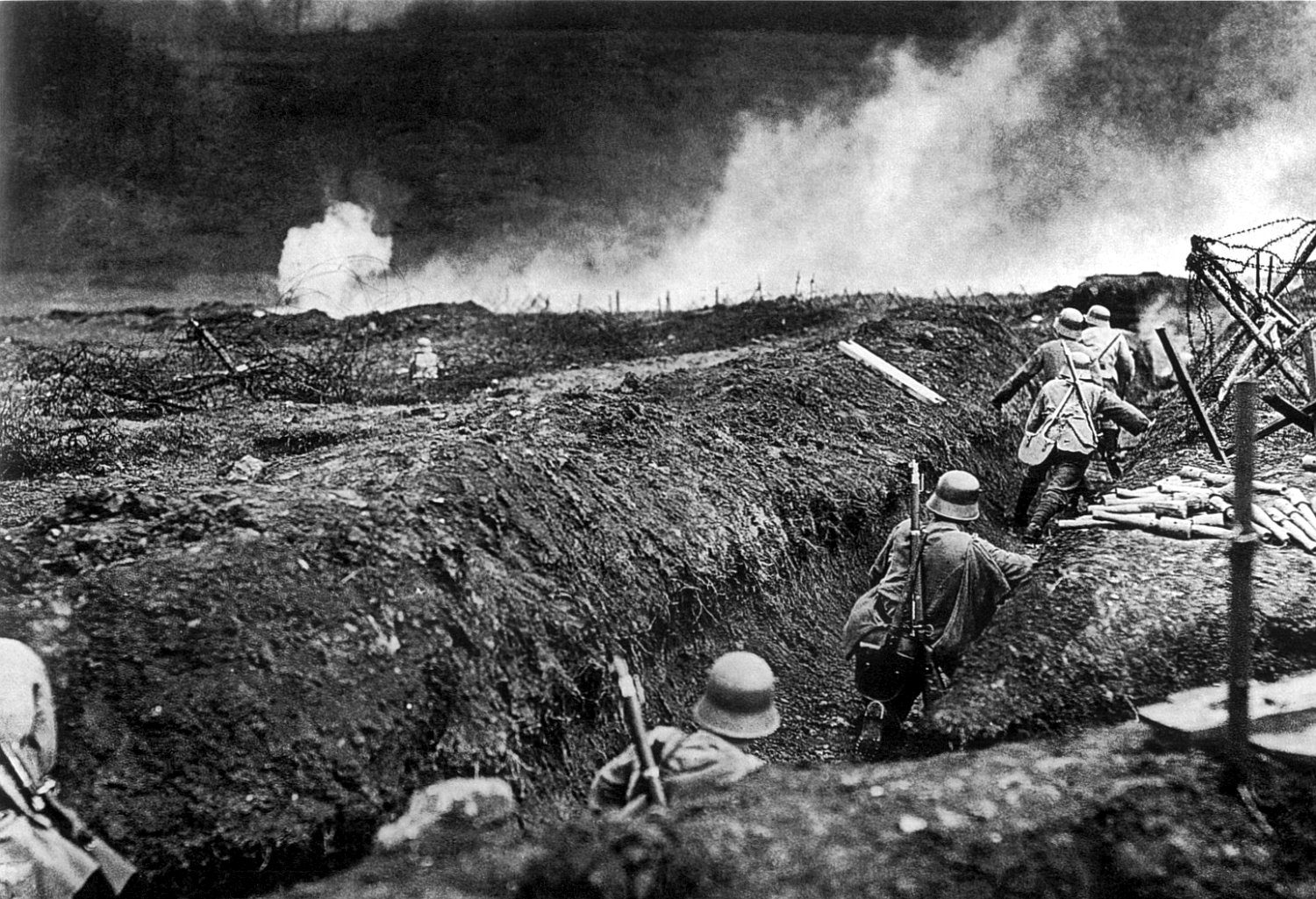
セダン近郊で訓練を行うドイツ軍の突撃歩兵。1917年5月撮影

ユンガーが戦場で目にした痩せて敏捷な身体つきをした精悍な兵士達は、非人間的で笑うことも知らず、無感動、無表情で「何千という恐怖に出会って鉄兜の下で目を石化させた」人間的感情を知らず、ただ「前進、共感も恐怖も知らぬ前進」しか知らない兵士達の姿だった。
この人間的感情を知らぬ即物的ニヒリズムは、ユンガーの「決断主義」と関係する。彼の中には戦闘そのものへの耽美性がある。彼の心情は勝敗を越えており、なんのために、何に対して戦うのかその目的や意味を尋ねたりその善悪をあげつらうのはナンセンスであった。彼にとっては、闘争の意味内容や目的合理や倫理性を越えた闘争そのものが大切であり、そこには、いかに闘うかという闘争形態の美学しか残されない。このように耽美化された戦闘の前には勝敗と同じく敵、味方の区別も存在しない「憎悪なく敵を見る」とユンガーは述べている。

### 永劫回帰
19世紀のブルジョア社会は、直線的進歩の時間観念を抱いていたが、100年は続くと思われ、すぐにでも訪れるとされた平和が彼岸の国のように遠退いたかのように思われた塹壕戦では前進することも後退することもできず、突如、時間が静止したかのように思われた。こうして市民生活のリズミカルな時間感覚は消え、膠着して動きのとれぬ戦線に終点のない円環世界、ニーチェの永劫回帰の世界が出現する。
19世紀のブルジョア社会は、はっきりとした目標と目的をもつ安定した生活感に支えられていた。しかし、迷宮のように入り込んだ塹壕の戦場では一切が神秘であり、一切が不確である。ユンガーが戦場で実感した無目標の世界は、「灰色で慰めなき単調な無」の世界だった。

### 魔術的世界と生の暴走
市民社会の此岸的な現実性を帯びた世界に対立するのは、非現実的な魔術的世界である。月に照らされた荒涼した廃墟、ガスマスクを身につけたグロテスクで異様な兵士たちの姿、生者と死者が入り乱れる混乱した塹壕の光景、さっきまで生きていた戦友が次の瞬間には冷たい骸と化しているのに気がついた時に味わう空虚な実存感、全ては市民社会のあずかり知らぬ魔術的世界である。
市民社会は妥協に生きるが、戦場は闘争が人間の原初的形態であることを教える。戦争はこの大戦で終わるものとはならず、深く人間の魂に根ざしたものとなる。ユンガーは、研ぎ澄まされた動物的本能だけが働く戦場で、文明の陰に潜む原初的生の野蛮性に気づいてゆく。塹壕という狭い空間のなかに閉じ込められた生は、外に向かって爆発を求める。ヴァイマル時代のナチのエネルギーはこの暴発によるものである。この生に対して知性は如何に惨めであることか。我々の心のなかに巣くう魔性の生に対して言葉や論理、ロゴスは如何に無力であることか。

### 大戦の意味

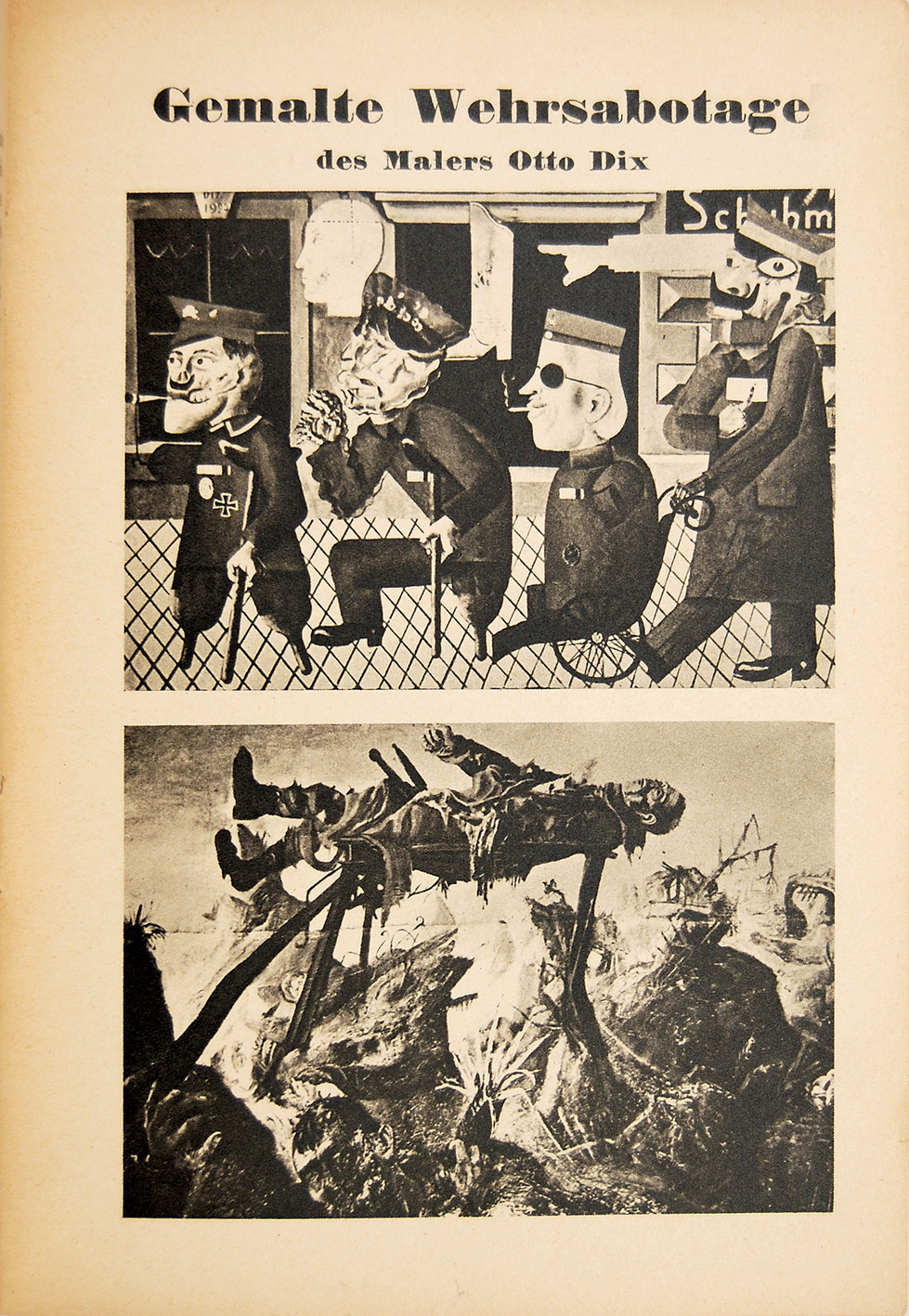

ユンガーにとって、第一次世界大戦は19世紀の世界に切れ目を入れる大きな契機であった。世界大戦は、安定した19世紀の市民社会の様式に終止符を打ち「19世紀に対して徹底的に発砲した」ところのものである。
もし、近代西欧文明の本質が言葉と論理のロゴスにあるとするならば、魔性の生を野放しにしロゴスを粉砕した第一次世界大戦は、ユンガーにとっては近代そのものを粉砕したことになる。ユンガーからすれば、世界大戦は単なる終わりではなく新しい時代への序幕である。
戦場で戦い、散っていった無名戦没者たちの死は決して無意味なものではなく、彼等は来たるべき未来世界のための捨て石であり、彼等のヘロイズムが未来の必然に繋がりをもつという点で彼等の行為は意味をもっている。ユンガーは、こうした無名戦没者に対して賛歌を綴っている。

### 総動員
ユンガーの思想展開で重要なのは、戦場における巨大な労働過程の体験である。塹壕の中に単調な労働過程が凝縮されている即物的で機械的な戦争は、華々しい戦闘のリリシズムを奪って、兵士達を「死の日傭人夫」に化せしめた。
ユンガーは塹壕を掘り即席の机や、椅子を作り、電話を修理し黙々として戦死者の十字架を掘る兵士達の姿を見て「死の空間における特殊な見なれぬ労働者」を感ずる。
ユンガーが大戦当初、期待していた牧歌的な「陽気な射撃戦」ではなく、生がエネルギーに転換されエネルギーが総結集される総動員の巨大な労働過程への趨勢であった。輸送や補給の意義が重視され、軍需産業の体制がとられ、上下の身分が塹壕のゲマインシャフト(共同体)の中で混合し、特権階級の意義が失われ、万人が「アルバイター(労働者)」となって機能する労働の時代を招来した世界大戦はその歴史的意義においてフランス革命を上回る画期的なものだった。
ドイツが敗れたのはドイツが進歩した協商国側とは違って指導者と大衆との結びつきを欠き、古くさいウィーン会議に基づく王朝国家の経綸の上に立つ君主制をとっていたがために、動員が総力的な形ではなくて部分的な形でしか行われなかった為である。
誤ったロマン主義と欠陥をもったリベラリズムの混合であり「ワーグナーのオペラ」以外のなにものでもなかった
帝政ドイツは、総動員の時代精神に完全な形で徹することができなかった。
ユンガーの「労働者」や「総動員」の概念は、君主制に執着する旧保守主義の心情とは全く無縁のものである。
大戦が終わった後も依然としてこの「労働者」や「総動員」の時代精神は、個人の自由の制限、ソ連の五ヶ年計画、ファシズム体制、機械文明、ヒューマン・タッチの喪失、抽象性、あらゆる人間の粗暴化といった形で進行している。
ユンガーにとって地球がますます冷えてゆくような冷酷なこの「氷河の世界」においては現実に目覚めねばならずロマン主義、「文化」の概念を破壊し、非文明的要素を一掃し、冷酷な「文明」の世界を生きねばならないものとされた。

### 労働者
戦場で黙々として未来のため働き、死んでいった無名戦士の姿は巨大な労働過程のなかの一分枝として動く無名の労働者の姿をそのまま象徴する。
自由業に入ったユンガーは、1932年にその代表作「労働者(Die Arbeiter)」を公表し、そのなかで市民に対する反措定として「労働者」の概念を持ち出しこの中に兵士の像を投影する。市民は理性や道徳や進歩を志向し、危険を冒さず安定した生活を営み、非日常や闘争を回避し根源的なものを欠く。これに反して「労働者」とは、戦士、犯罪者、芸術家、船乗り、狩人、信仰者と同じく根源的なものを志向し、冒険と危険を求め闘争に対する心の備えをもった存在である。
一見左翼がかったように見える「労働者」という概念も、マルクス主義でいうプロレタリアートのことではない。ユンガーの「労働者」像は、あくまでも平和時の産業社会状況においてではなく、血生臭い戦場の体験を土台に展開されたものである。彼の曖昧な「労働者」という概念のなかには、戦場で機能する兵士のイメージと工場で機能する労働者のイメージが重なっており「労兵評議会」という言葉のもつニュアンスがそこにある。
いわゆる階級意識は、ユンガーからすれば打算的なブルジョア社会におけるブルジョア的思考の結果にすぎず、彼は「労働者」による政治・経済権力奪取のことを考えているのでもなければ、「労働者」の労働負担軽減やその福利厚生のことを考えているのでもない。
彼が1927年頃まで説いた新しいナショナリズムは、ソーシャリズムを主張する。しかしそのソーシャリズムは、「要求のソーシャリズム」ではなく「義務のソーシャリズム」であり、シュペングラーの説く「プロイセン的ソーシャリズム」に近い「心情的ソーシャリズム」であった。
従ってかれと親しかったエルンスト・ニーキッシュが独占資本に反対したのとは違い、ユンガーは独占資本を憎悪してその打倒を叫んだことはない。ニーキッシュはこの本を高く評価したものの、ニーキッシュとユンガーの違いは前者の本質が右翼がかった左翼人にあったのに反して、後者のそれが左翼がかった右翼人だったところにある。
観念論的形而上学者ユンガーの「働き」や「労働者」は経済からつかまれた概念ではなく、機能の形式を指している。
戦争体験という全く異常なもの、人間を根底から揺さぶるものがユンガーの思想へと浸透していたがために、その人格は彼自身の戦士的資質に一致しないもの一切は全て大衆として軽蔑された。ユンガーをはじめとする革命的ナショナリストは、その体内に戦争の体験を刻み込んだ『男性』であることを自覚し、およそ戦士的資質とは程遠い『文士とインテリ』を嘲笑い「新たな鋼鉄の人間類型が現在の真っ只中へ突進する」ものとしていた。『労働者』が軍事教練の体裁で描かれている事実もまた、彼の関心がいわゆる働く人間の描写にではなく、前線兵士から革命的ナショナリストへと移行する人間の類型を記述することにあったことを証明している。

### 保守革命
左翼がかった「労働者」の世界を主張したにもかかわらず、ユンガーは工場労働者ではなく実戦を体験した戦士であり、その本質はナショナリズムにあった。しかしそれは戦場の下で生まれた新しいナショナリズムであり、旧保守主義者が否定する1918年11月の革命もユンガーにとっては全く無駄というわけではなかった。戦争と同時にこの革命の洗礼を受けた新しいこのナショナリズムはもはや過去のナショナリズムではなく、主権や領土や国民の維持や拡張を目指すブルジョアの旧ナショナリズムとは違ってそれは政治的現象以上のものでありダイナミックな起爆性を秘めたニヒリスティックな心情のナショナリズムだった。
このような新ナショナリズムの精神に立つユンガーは、戦闘精神に支えられ多様な利害が対立しあうブルジョアの社会体制にとって代わる身分区別のない水平化の原理に根差した総動員体制をとる有機的国家の体制を力説した。
画一的全体に対する個のニヒリスティックな埋没による総動員体制という思想においてユンガーの「労働者」はナチズムを先取りする。
ユンガーが「労働者」のなかで展開する「プロイセン的社会主義」に通じた総動員戦時体制論のなかにうかがわれる兵士、労働者の統一像は、古くは「戦時社会主義 (Kriegssozialismus)」や大戦直後のエーベルトに象徴される労兵構想であるが、軍部と労組の提携をのぞんだ国軍の実力者シュライヒャー、ナチス左派のシュトラッサー兄弟、ナショナル・ボルシェヴィズムの代表者エルンスト・ニーキッシュ(Ernst Niekisch)、「タート(行動)(Die Tat)」誌の編集者ツェーラー(Hans Zehrer)などに見られるように、この兵士＝労働者統一戦線論が強く打ち出されてくるのは、「労働者」が出された1932年のことである。
この意味でも「労働者」は当時の時代精神を反映していたということができる。

## ナチズム観

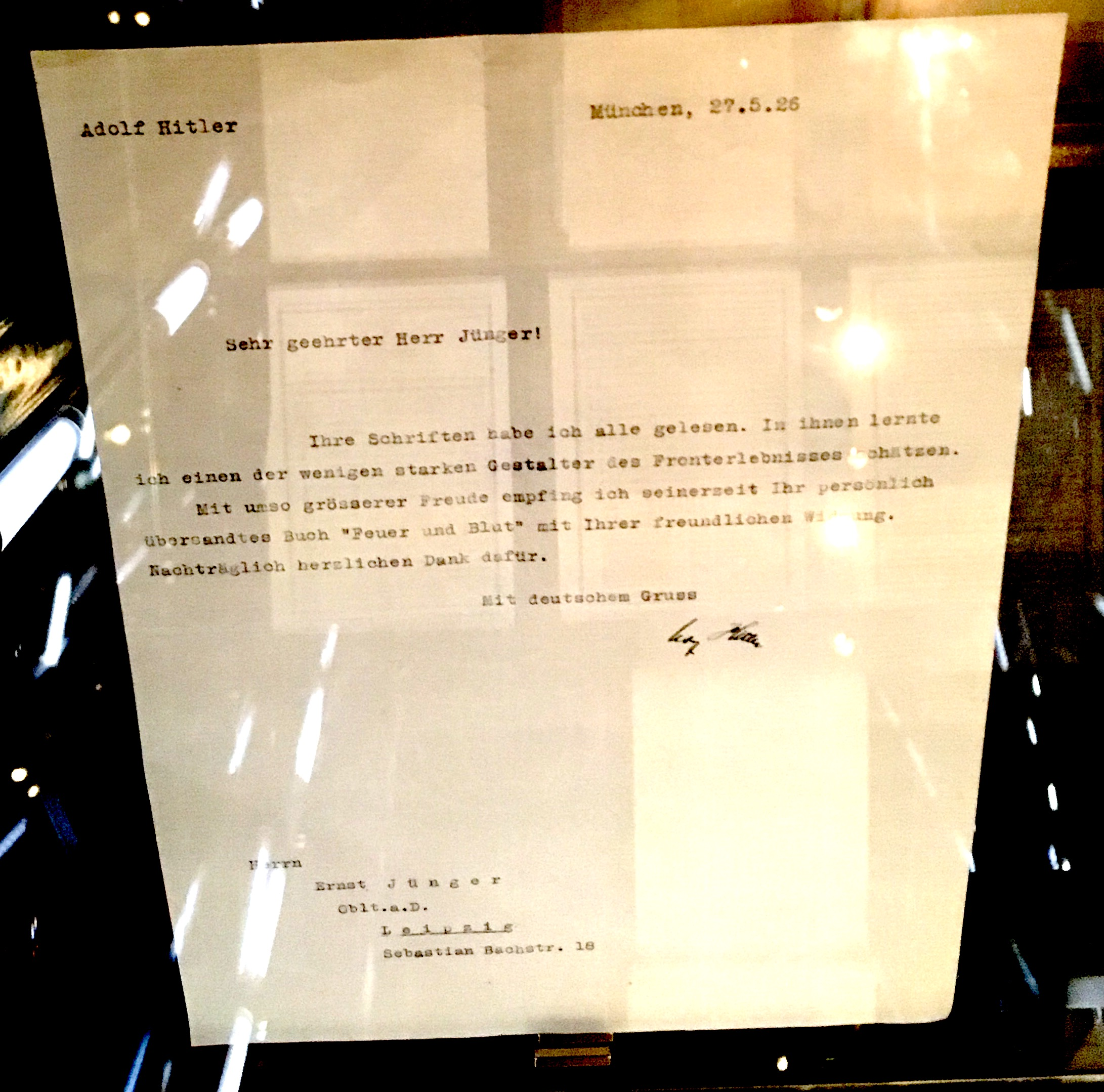
1926年5月27日付けのヒトラーによるユンガー宛の書簡

ユンガーの政治評論のなかで彼のナチズム観を考察する上で重要なものとして『ナショナリズムと国民社会主義(Nationalismus und Nationalsozialismus)』『「ナショナリズム」とナショナリズム(„Nationalismus“ und Nationalismus)』『没落か新秩序か(Untergang oder Ordnung?)』の三篇がみられる。
ユンガーの政治評論の本質は、第一次世界大戦の死者の追悼と大戦が開示した現実の受容を動機とし、その目的にかなう国民国家像を語る急進ナショナリストの自己主張たる点にある。その一環として彼のナチズム観はそれ故、局外者による中立的ないし無党派的な論評でありえず、ワイマール期の急進ナショナリズム運動の渦中で競合する相手に対するユンガー自身の政治的態度を表明したものである。それは、ナチ党に関する言わば当事者による闘技的批評に他ならない。
ユンガーは第三帝国期を通じてナチ党からの度重なる勧誘や脅迫に応じず、終始ストイックな独立自尊の姿勢を保った。同時にユンガーは、第三帝国期の初めに自らの急進的ナショナリスト的立場を否定し、これらを反映する自らの初期作品の多くを修正すると共に、新たな立場に基づく数々の中期作品『冒険心(第二版)(Das abenteuerliche Herz)』『大理石の断崖の上で(Auf den Marmorklippen)』『パリ日記(Das erste Pariser Tagebuch)』『平和(Der Friede)』などを執筆した。
これら中期作品と関連付けて考察することはユンガーのナチズム観をみるうえで重要なものである。しかしながら、ナチズムに対するユンガーの批判的な評価とそれに基づいてナチ党に対して距離をおく彼の姿勢とが既に1920年代後半に現れていたことをも見なければならない。
当時、ユンガーは急進ナショナリストとしての純粋性と徹底性において彼自身がナチ党をも含めたあらゆる競合者を凌駕することを自負しており、これに基づいて既に1920年代末からナチズムを似非ナショナリズムとして拒絶していた。彼の『「ナショナリズム」とナショナリズム』はこの拒絶を表明した評論である。

## 『コーカサスの手記』におけるユンガーの思想的転換
ユンガーは「現状調査」（Bestandaufnahme）という名目で東部戦線の視察を命ぜられ、パリを離れることになった。1942年11月12日付の日記の中で、ソ連への視察旅行についての不安があらわになっている。
そして11月20日にレッツェンを発ち、翌21日にキエフに降り立った。翌日の日記に、機上から見たウクライナの印象を書き記している。
「樹木少なく、一方で枝分かれした、深いくぼみのある峡谷ばかりである。その光景は、優良な土壌が途方もない深みにまで達しており、僅かにその表面の薄片のみが収穫されて
いる、というイメージを呼び起こす。」
ユンガーは、ロシアの自然のもつ潜在力に感銘を受けた一方で、ロストフの街中を散策した際にはそれと対照的な感想を述べている。
こうしてソ連の都市は、ヴェーバーの「脱魔術化」という用語でもって表現される。
ユンガーによる都市風景の観察と研究は移動中も続けられるが、それはユンガーを落胆させるものだった。
ユンガーは、「労働者」の世界をバベルの塔の崩壊後の世界にも比せられると述べ、人間の技術的所業を罵倒し続ける。ユンガーの嘆きは、都市風景だけに留まらず、この町に暮らす人々にも鋭い観察の目が向けられる。
このように「労働者」の世界では人間の活動が昆虫に似た様相を呈しているとユンガーは述べる。そして12月2日、ドイツとソ連のぶつかる前線に近づくにつれ、「皮剥ぎ小屋の空気が頻繁に感じられるので、あらゆる仕事への意欲、イメージや思考の形成への意欲が絶えるほどだ」と述べ、「計画風景」への嫌悪をあらわにしている。更にユンガーは1942年12月20日ノヴォドゥギンスキーにて最前線を視察する中、第二次世界大戦の特異性を以下のように分析した。
このように東部戦線では、第一次世界大戦の激戦が逸話的（episodisch）に語られるほどに、自動機械が猛威を振るっており、これは歴史上において意志の自由を巡る最大の対決だとされる。
というのも、ここにいる「人間は巨大な機械の中で、ただ受動的に参加しているという感覚を抱く 」程に機械技術の機構に組み込まれているからだけでなく、また特筆すべきことは、
こうした技術に伴う恐怖が支配する場は「絶対的な零点への接近」あるいは「恐ろしい渦」というモチーフで示されている。このように機械の支配するニヒリズムの状態は道徳レベルで人間の在り方を変化させる。ユンガーの報告から分かることは、実際の「労働者」世界が、『労働者』で描かれた力強い労働エネルギーの集約と表現ではなく、人間の道徳が技術によって浸食され、破壊されることで人間性が失われる恐怖の支配する場でしかなかったことだ。現地の司令官から、残酷な毒ガス戦の有様を聞いたユンガーは以下のように述べる。
それはまさしく「昆虫の段階」である。「計画風景」の中の人々はこの巨大な機械の中で、主体性を失い昆虫と化す。
「すでにバラバラになった人々が、まるで蟻のように瓦礫の間を放浪している」という描写からも分かるように、この作品では人間が昆虫の比喩によって描かれている箇所が随所にみられる。
こうして、ドイツとソ連という二つの「労働者」勢力の激突する場において「最も鋭敏で高度な思考、権力の最も激しい衝撃が一つになる。そのような場で世界の計画が現れる。」その世界計画の風景とは『労働者』で示された「計画風景」に他ならない。ユンガーは東部戦線の「計画風景」が「労働者の形態」の完成、即ち技術の完成へと向かっていることを確信する。とはいえ、そのような場でユンガーは1932年のように宿命論的な「英雄的リアリズム」を唱えることはしない。
「計画風景」が否定的に描かれる一方で、肯定的に称えられるのが、コーカサスの山や森のような「自然風景」である。エルブルズ山の威容を目にしたユンガーは「長きにわたり幾度も、手仕事として、神の御業としての大地がその姿において、私に語りかける」と、述べており、さらにコーカサスの山上から眼下の森林地帯をながめてこう語っている。
人間が昆虫化し、技術が道徳に侵入する「計画風景」の中でも、ユンガーは人間が主体的に自由に生きる術はあるという。ユンガーは、ソ連兵への尋問を担当する将校との対話において、以下のように考える。
ここから見て取れることは、諦念ではなく、希望であり、技術によって浸食されない、人間の内面というものが存在するという。更に、「人がそれによっては容易に降伏せぬようなものを世界が提供しているということを知らねばならぬ」と述べているように、世界が提供するものによって人間が機械地獄を乗り越える可能性が暗示されている。こうした可能性は、東部戦線の機械地獄と対比的に描かれる、ロシアの自然と人々の素朴な暮らしの描写の中に示唆されている。
例えば1942年11月25日、ユンガーは、ヴォロシロフスクの文化的な風景を描写しているが、
として、脱魔術化されたロストフの街並みの描写とは好対照をなしている。ビザンティン様式の教会にある塔に登ったユンガーは、眼下の街を見下ろして、「概して古い建築物がやはり野卑な輝きを発している。にもかかわらずそれらは、新しい構造物の抽象的なつまらなさよりも好ましい印象を与える」と述べている。
こうして、機械技術に侵されていない時代の建物を評価し、それらにはまだ温かみや好ましい野卑な趣があるという。また、12月6日には、森の中で遭遇した農耕用の馬について
と述べ、技術時代以前のロシアを讃えている。
また、「森の周囲の製材所を見た時、食いつくし、貪り食うという機械の性格がはっきりと理解せられた。それは F・G・ユンガーが『技術の幻想』の中で語っていたことであった。」
これなどは森という自然風景と機械世界を対比的に描いた、機械技術の搾取的な性格が顕著に表れている象徴的な描写である。
このように、「計画風景」の拡大によって破壊されてしまった、牧歌的風景の残滓に対するユンガーの哀惜の念をこめた叙述は、随所に見られるが、ユンガーは単にそれを無念がる
だけではない。ユンガーは「計画風景」や総力戦によって失われてしまったものに思いを馳せる一方で、「終わりなき出口はまた、考えられる限りで最悪なものでもある。終わりなき継続の広く拡がった予測は本質的に幻想の欠如に由来する。この予測は、出口の見えない人々にありがちなものだ。」として悲観的な見通しを否定し、戦争の法則を免れることのできる領域に眼を向ける。
12月11日、遊撃戦を指揮する将校との対話の中で、パルチザンについて以下のように述べる。
ここではパルチザンというものが戦争の法則の外部にある存在とみなされている。如何に統制された戦争といえども、そこにはある種の空白地帯が現れるという。
このような領域が具体的にどのように実現されるのか、という点については「赤十字」の例を出すにとどまっているが、パルチザンの暗躍する領域もこのような戦争の真空地帯だという。
ユンガーは1943年1月1日に、「計画風景」を生きていくにあたっての、三つの前提を提示する。それはまず第一に、わきまえた暮らしをすること、第二に不幸なものへ配慮すること、そして最後に、破局の渦の中での個人の救済のため熟考することである。それは人間が尊厳を保つために必要なことである。しかしその為に安易な方法をとってはならないという。何故なら、「我々は、隠された全体のわずかに表面の一部を確保しているにすぎず、我々の案出する程度の脱げ道は、我々を殺しかねない」からだ。
個人の救済、個人の自由の確保のためには慎重な態度が必要だとされる。それはまず大地の擁する強大な力を自覚することからはじまると言う。
ユンガーは「市民的自由」や「労働者の自由」とは異なる、新しい自由の獲得が必須であることを説く。

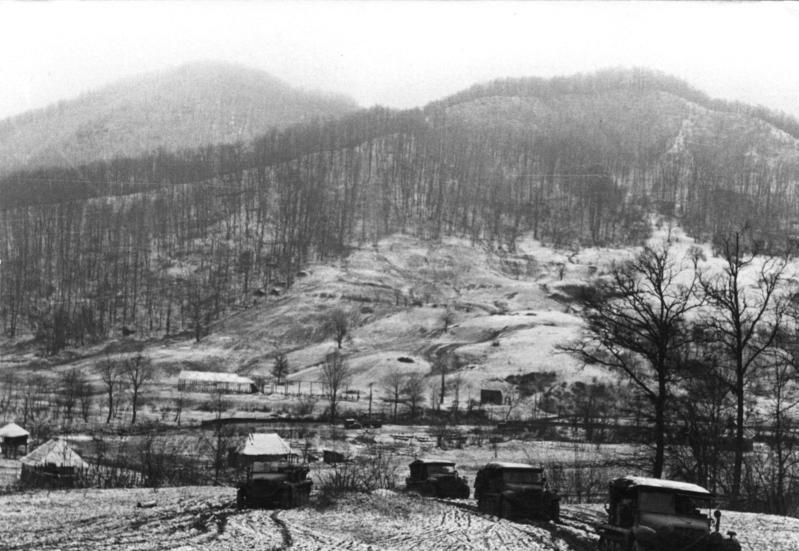

技術が進歩し、「脱魔術化」されてしまった「労働者」の時代に、19世紀の意味での「市民的な自由」は最早不可能である。そして「労働者」時代にその機構に積極的に飛び込んでいく「英雄的リアリズム」という「労働者」の「自由」も、ユンガーがコーカサスで目の当たりにしたように、残酷で無機質な機械地獄を招来するだけであった。ユンガーは新しい自由の必要性を確信するが、それがどのようなものであり、どのようにしてそれを獲得することができるかについては明言しないが、技術の時代に個人の自由を獲得するためには、鷲のように高みに昇っていく必要があるといえるのだ。
そして自由に至るために世界が提供するヒントは、「手つかずの大地の力」や「原初力」を擁する自然の中、とりわけ森にこそあるのだという。ユンガーはコーカサスの風土について以下のように述べている。
しかし、至る所に豊かな鉱脈があるとはいえ、そのような自然の力は、我々に全貌を晒すことはない。
こうして自然の豊かさを知覚することは極めて困難であるとはいえ、遥かな高みから鋭い鷲のような観察眼を駆使して、まずは世界が提供する手掛かりを捉えることが必要だという。
以上のように、『コーカサスの手記』は単なる『労働者』世界の実地検分によるルポルタージュという性格をもつだけでなく、また「計画風景」における「新しい自由」に関する考察など、『労働者』の思想を乗り越えるような視点が見られた。
ここには、ユンガーの技術に対する信仰にも似た期待感は影を潜め、むしろ技術に対する不信感を見ることができる。『コーカサスの手記』は、ユンガーの技術観の変化を捉える上でも極めて重要な作品であると言え、その後の『森を行く』というエッセイにもつながる「個人の自由」というテーマの萌芽も見られる。

## ユンガーの矛盾
冷酷非情な現実に徹せよと説いていたにもかかわらずユンガーの体質がこれとはおよそほど遠かったことは、彼の哲学をおそらく最も忠実に実践したと思われるナチスがいざ政権を握る段になるや、観照の世界に逃げ込んでしまう彼の姿勢がなによりも雄弁に物語っている。
ユンガーの政治的発言の頂点は1926年から1927年で、特にナチズム台頭以降彼は具体的な政治活動への関心を失い、ナチ時代のユンガーは完全な「国内亡命者」と化した。
エルンスト・フォン・ザロモンの証言によれば、1937年、路上でばったり出会ったザロモンがユンガーに向かって
「貴方は別の星に行ってしまわれた」
と言ったとき、ユンガーは引っ張るようなニーダーザクセン式の発音で
「そうです、比較的上品な火星か金星へね。 しかし、土星へではありません。そこには霧の帯がありますし、それに、そこには既にシュペングラーが住んでるからね。」
と答えた。

ブルジョア社会における文化や、教養を爆破せよと説いたにもかかわらずユンガーの本質は、庭園や図書館での瞑想を愛し、自然の研究に没頭する姿であった。
エルンスト・フォン・ザロモンによると、ユンガーの居間には昆虫類の標本、臓物の入ったビン、顕微鏡が散乱していた。
彼は「まさしく根本においてはなんといっても、その鋼の甲冑の下に教養市民の心情が脈打っていた戦士」であった。
彼の中に見られるロマン性との鋭い対決姿勢も、彼自身の体質がロマン性を持っていたことを示すものに他ならない。
ユンガーの中には、体質と説かれる思想との間の矛盾からくる思想の自己催眠的マゾヒズムがあった。
このインテリを否定するインテリ、文化を否定する文化人ユンガーの中にユンガー自身の悲劇のみならずワイマール共和国の悲劇をみることができるのである。

## 登場する作品
- シャトーブリアンの手紙（2011年、独仏合作映画、演：ウルリッヒ・マテス

## 著作
| 日記 - Kriegstagebuch 1914–1918, Hrsg. Helmuth Kiesel, Stuttgart 2010, ISBN 978-3-608-93843-2. - In Stahlgewittern. Aus dem Tagebuch eines Stoßtruppführers, Leipzig 1920 im Selbstverlag; 46. Auflage, Klett-Cotta, Stuttgart 2008, ISBN 978-3-608-95208-7. 佐藤雅雄訳『鋼鉄のあらし』先進社、1930年 - Das Wäldchen 125. Eine Chronik aus den Grabenkämpfen. Mittler-Verlag, Berlin 1925. - Feuer und Blut, 1925. - Gärten und Straßen, 1942. - Myrdun. Briefe aus Norwegen, 1943. - Atlantische Fahrt, Kriegsgefangenenhilfe des Weltbundes der Christlichen Vereine Junger Männer in England, Zaunkönig Bücher 1947. - Neuauflage: Atlantische Fahrt. Rio, Residenz des Weltgeistes. Klett-Cotta, Stuttgart 2013, ISBN 978-3-608-93952-1. - Ein Inselfrühling, 1948. - Strahlungen, 1949. - Am Sarazenenturm, 1955. - Jahre der Okkupation, 1958. - Siebzig verweht I, 1980. - Siebzig verweht II, 1981. - Siebzig verweht III, 1993. - Siebzig verweht IV, 1995. - Siebzig verweht V, 1997. - 山本尤訳『パリ日記』月曜社、2011年 小説 - Auf den Marmorklippen, 1939. 相良守峯訳『大理石の断崖の上で』岩波書店、1955年 - Heliopolis. Rückblick auf eine Stadt, 1949. 田尻三千夫訳『ヘリオーポリス』上・下、国書刊行会「世界幻想文学大系」、1985-86年 - Gläserne Bienen, 1957. 阿部重夫、谷本愼介訳『ガラスの蜂』田畑書店、2019年 - Die Zwille, 1973. - Eumeswil, 1977. 田尻三千夫訳『エウメスヴィル あるアナークの手記』月曜社「叢書・エクリチュールの冒険」、2020年 - Eine gefährliche Begegnung, 1985. 物語 - Sturm, 1923. - Afrikanische Spiele, 1936. - Die Eberjagd, 1952. 円子修平訳「野猪狩り」、マルセル・ライヒ＝ラニツキー編『狂信の時代・ドイツ作品群 第3（創られた真実 1945-1957年）』学芸書林、1969年、所収。 - Besuch auf Godenholm, 1952. - Aladins Problem, 1983. エッセイ - Der Kampf als inneres Erlebnis, 1922. - Das abenteuerliche Herz. Aufzeichnungen bei Tag und Nacht, 1929 (Auswahl aus der 2. Fassung als Capriccios. Philipp Reclam jun., Stuttgart, 1953, ISBN 3-15-007796-6.) | - Der Kampf um das Reich, 1929 (Thema Freikorps). - Die totale Mobilmachung, 1930 (im Sammelband Krieg und Krieger, hg. v. Ernst Jünger, Thema Freikorps). 川合全弘編訳『追悼の政治――忘れえぬ人々／総動員／平和』月曜社、2005年；［増補改訂版］『ユンガー政治評論選』月曜社、2016年 - Der Arbeiter. Herrschaft und Gestalt, 1932. 川合全弘訳『労働者――支配と形態』月曜社、2013年 - Blätter und Steine, 1934. - Das abenteuerliche Herz. Figuren und Capriccios, 2. Fassung, Hanseatische Verlagsanstalt, Hamburg 1938, mehrere Auflagen dort – auch als Wehrmachtsausgabe, 1944 eine Sonderausgabe für das Reichskommissariat Ostland. - Der Friede. Ein Wort an die Jugend Europas und an die Jugend der Welt, 1945. 川合全弘編訳『追悼の政治――忘れえぬ人々／総動員／平和』月曜社、2005年；［増補改訂版］『ユンガー政治評論選』月曜社、2016年 - Sprache und Körperbau, 1947. 菅谷規矩雄訳『言葉の秘密』法政大学出版局、1968年 - Am Kieselstrand, 1951. - Über die Linie, 1950. 高橋義孝、江野専次郎訳『文明について』新潮社、1955年 - Der Waldgang, 1951. 高橋義孝、江野専次郎訳『文明について』新潮社、1955年 - Der gordische Knoten, 1953. 江野専次郎訳『東西文明の対決――ゴルディウスの結び玉』筑摩書房、1954年 - Das Sanduhrbuch, 1954. 今村孝訳『砂時計の書』人文書院、1978年；［文庫版］講談社、1990年 - Rivarol, 1956. - An der Zeitmauer, 1959. 今村孝訳『時代の壁ぎわ――現代の神話的考察』人文書院、1986年 - Der Weltstaat, 1960. 「世界国家」、ハンス・W・ベーア編、長谷川博隆、長谷川明子共訳『世界の知性 15の発言――われわれは今どこに立っているか』河出書房新社、1964年、所収。 - Typus, Name, Gestalt, 1963. - Dezember. Bois de Noel, 1964. - Grenzgänge. Essays. Reden. Träume, 1966. - Subtile Jagden, 1967. 山本尤訳『小さな狩――ある昆虫記』人文書院、1982年 - Sgraffiti, 1969. - Ad hoc, 1970. - Annäherungen. Drogen und Rausch, 1970. - Träume. Nocturnes, 1970. - Zahlen und Götter. Philemon und Baucis. Zwei Essays, 1974. - Maxima–Minima, Adnoten zum »Arbeiter«, 1983 - Autor und Autorschaft, 1984. - Zwei Mal Halley, 1987. - Die Schere, 1990. - Serpentara, mit Holzschnitten von Alfred Pohl. Passau 1991. - Prognosen, 1993. - Weiße Nächte, 1997. - Zur Geiselfrage. Schilderung der Fälle und ihre Auswirkungen, Hrsg. von Sven Olaf Berggötz, Klett-Cotta 2011. |

全集
- Ernst Jünger: Sämtliche Werke. 22 Bände, Klett-Cotta, Stuttgart 2015, ISBN 978-3-608-96105-8.
- Ernst Jünger: Sämtliche Werke. 18 Bände und 4 Supplementbände, Klett-Cotta, Stuttgart 1978 ff.
- Ernst Jünger: Werke. 10 Bände, Stuttgart 1960–1965.

書簡集
- Ernst Jünger, Rudolf Schlichter: Briefe 1935–1955. Hrsg., kommentiert und mit einem Nachwort von Dirk Heißerer. Klett-Cotta, Stuttgart 1997, ISBN 3-608-93682-3.
- Ernst Jünger, Carl Schmitt: Briefe 1930–1983. Hrsg., kommentiert und mit einem Nachwort von Helmuth Kiesel. Klett-Cotta, Stuttgart 1999, ISBN 3-608-93452-9.
ヘルムート・キーゼル編、山本尤訳『ユンガー＝シュミット往復書簡――1930-1983』法政大学出版局、2005年
- Ernst Jünger, Gerhard Nebel: Briefe 1938–1974. Hrsg., kommentiert und mit einem Nachwort von Ulrich Fröschle und Michael Neumann. Klett-Cotta, Stuttgart 2003, ISBN 3-608-93626-2.
- Ernst Jünger, Friedrich Hielscher: Briefe 1927–1985. Hrsg., kommentiert und mit einem Nachwort von Ina Schmidt und Stefan Breuer. Klett-Cotta, Stuttgart 2005, ISBN 3-608-93617-3.
- Gottfried Benn, Ernst Jünger: Briefwechsel 1949–1956. Hrsg., kommentiert und mit einem Nachwort von Holger Hof. Klett-Cotta, Stuttgart 2006, ISBN 3-608-93619-X.
- Ernst Jünger, Stefan Andres: Briefe 1937–1970. Hrsg., kommentiert und mit einem Nachwort von Günther Nicolin. Klett-Cotta, Stuttgart, 2007, ISBN 978-3-608-93664-3.
- Ernst Jünger, Martin Heidegger: Briefwechsel 1949–1975. Unter Mitarbeit von Simone Maier herausgegeben, kommentiert und mit einem Nachwort versehen von Günter Figal. Klett-Cotta, Stuttgart, 2008, ISBN 978-3-608-93641-4.
- Alfred Baeumler und Ernst Jünger: Mit einem Anhang der überlieferten Korrespondenz und weiterem Material. [Hrsg.] Ulrich Fröschle und Thomas Kuzias. Thelem Universitätsverlag, Dresden 2008, ISBN 978-3-939888-01-7.
- Ernst Jünger, Gershom Scholem: Briefwechsel 1975–1981. Mit einem Essay von Detlev Schöttker: „Vielleicht kommen wir ohne Wunder nicht aus.“ Zum Briefwechsel Jünger – Scholem. In: Sinn und Form, Heft 3/2009, S. 293–308.
- Ernst Jünger: Briefe an Sophie Dorothee und Clemens Podewils. In: Sinn und Form, Heft 1/2006, S. 43–59.
- Ernst Jünger – Albert Renger-Patzsch. Briefwechsel 1943–1966 und weitere Dokumente. Hrsg. von Matthias Schöning, Bernd Stiegler, Ann und Jürgen Wilde. Wilhelm Fink, Paderborn/München 2010, ISBN 978-3-7705-4872-9.
- Ernst Jünger, Dolf Sternberger: Briefwechsel 1941–1942 und 1973–1980. Mit Kommentaren von Detlev Schöttker und Anja S. Hübner. In: Sinn und Form, 4/2011, S. 448–473[54]

その他
- Ernst Jünger (Hrsg.): Die Unvergessenen. Justin Moser Verlag, München 1928. Aus dem Vorwort Jüngers: „Gern habe ich mich der Aufgabe gewidmet, die Schicksale einer Reihe von Männern zu sammeln, die der Krieg unserer Mitte entrissen hat…“ (Im Bestand Deutsches Literaturarchiv).
川合全弘編訳『追悼の政治――忘れえぬ人々／総動員／平和』月曜社、2005年。増訂版『ユンガー政治評論選』月曜社、2016年
- Ernst Jünger: Politische Publizistik 1919 bis 1933. Hrsg., kommentiert und mit einem Nachwort von Sven Olaf Berggötz. Klett-Cotta, Stuttgart 2001, ISBN 3-608-93550-9.
- Ernst Jünger: Zur Geiselfrage. Schilderung der Fälle und ihrer Auswirkungen, mit einem Vorwort von Volker Schlöndorff. Herausgegeben von Sven Olaf Berggötz. Klett-Cotta, Stuttgart 2011 ISBN 978-3-608-93938-5.
- Jünger und Frankreich – eine gefährliche Begegnung? Ein Pariser Gespräch. Mit 60 Briefen von Ernst Jünger an Julien Hervier, von Julien Hervier[55] und Alexander Pschera, aus dem Französischen von Dorothée Pschera. Matthes & Seitz, Berlin 2012, ISBN 978-3-88221-538-0.

## 賞歴

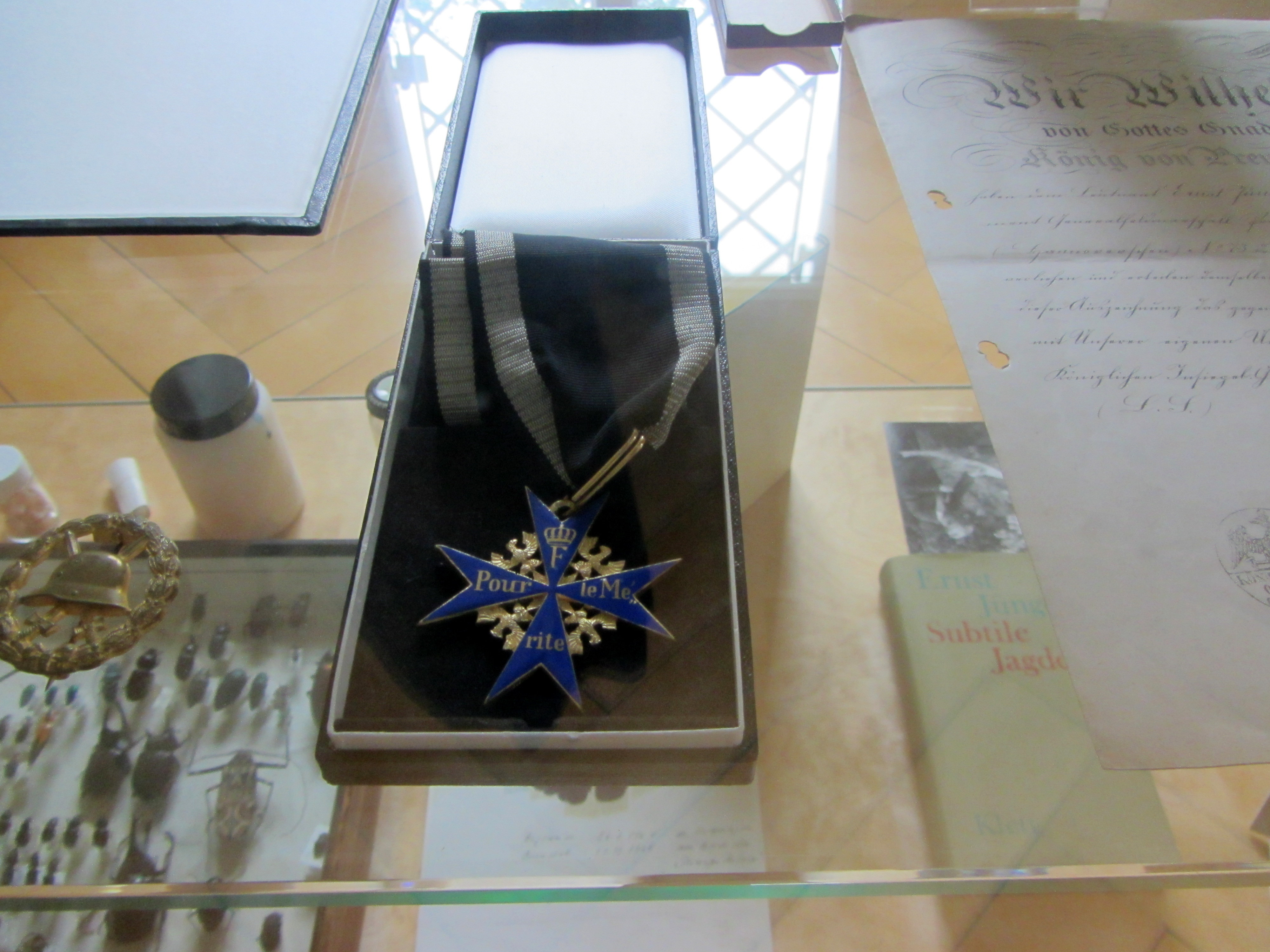
プール・ル・メリット勲章（右）と金色戦傷章（左）

- 1916年、Iron Cross (1914 ) II and I. Class
- 1917年、Prussian House Order of Hohenzollern Knight's Cross with Swords
- 1918年、Wound Badge (1918) in Gold
- 1918年、プール・ル・メリット勲章 (military class)
- 1939年、Clasp to the Iron Cross Second Class
- 1956年、Literature Prize of the city of Bremen ( for Am Sarazenentum ); Culture Prize of the city of Goslar
- 1959年、Grand Merit Cross
- 1960年、Honorary Citizen of the Municipality Wilflingen ; honorary gift of the Cultural Committee of the Federation of German Industry
- 1965年、Honorary Citizen of Rehburg ; Immermann Prize of the city of Düsseldorf
- 1970年、Freiherr- vom-Stein- Gold Medal of the Alfred Toepfer Foundation
- 1973年、Literature Prize of the Academy Amriswil ( Organizer: Dino Larese ; Laudations : Alfred Andersch, François Bondy, Friedrich Georg Jünger)
- 1974年、Schiller Memorial Prize of Baden -Württemberg
- 1977年、Aigle d'Or the city of Nice, Great Federal Cross of Merit with Star
- 1979年、Médaille de la Paix ( Peace Medal ) of the city of Verdun
- 1980年、Medal of Merit of the State of Baden -Württemberg
- 1981年、Prix Europa Littérature the Fondation Internationale pour le Rayonnement des Arts et des Lettres ; チーノ・デル・ドゥーカ世界賞 (Paris ), Gold Medal of the Humboldt Society
- 1982年、ゲーテ賞
- 1983年、Honorary Citizen of the city of Montpellier ; Premio Circeo the Associazione Italo – Germanica Amicizia ( Association of Italian – German friendship)
- 1985年、Grand Merit Cross with Star and Sash
- 1986年、Bavarian Maximilian Order for Science and Art
- 1987年、Premio di Tevere (awarded by Francesco Cossiga in Rome)
- 1989年、honorary doctorate from the University of the Basque Country in Bilbao
- 1990年、Oberschwäbischer Art Prize
- 1993年、Grand Prize of the Jury of the Venice Biennale
- 1993年、Robert Schuman Prize ( Alfred Toepfer Foundation )
- 1995年、honorary doctorate from the Faculty of Arts of the Complutense University of Madrid

ユンガーが90歳となった1985年、ドイツ・バーデン＝ヴュルテンベルク州は、昆虫学の傑出した研究成果に与えられる賞として、昆虫学研究者でもあった彼の名を冠する賞（Ernst-Jünger-Preis für Entomologie）を創設した。3年に一度、優れた研究に対して授与されている。